# De helaasheid der dingen
De helaasheid der dingen is een roman van de Oost-Vlaamse schrijver Dimitri Verhulst, in 2006 uitgegeven door uitgeverij Contact uit Amsterdam. Dat jaar volgden al drie herdrukken. In oktober 2021 kwam een herdruk van het boek met herwerkte cover in de winkel ter gelegenheid van de 70ste druk.

## Thema's
De thema's die worden besproken in het boek zijn vader-zoonrelatie, alcoholgebruik, standsverschil en dorpsleven.

## Verhaal
De hoofdpersoon Dimmetrie (Kleine) woont in bij zijn grootmoeder in Reetveerdegem, samen met zijn alcoholverslaafde vader Pierre (Pie) en zijn drie ooms Herman, Zwaren en Karel (Potrel). Potrel is de jongste oom, maar een paar jaar ouder dan Dimmetrie. De hoofdstukken van het boek zijn binnen dat kader enigszins afgeronde verhalen. Het boek is gedeeltelijk autobiografisch. De schrijver heeft zich gebaseerd op zaken die echt gebeurd zijn, maar heeft er een heleboel extra elementen aan toegevoegd. Op die manier bestaat het boek uit meerdere lagen en zaken met een symbolische betekenis. Zo is Reetveerdegem gemodelleerd naar de Vlaamse voorstadsgemeente Nieuwerkerken bij Aalst.
Verhulst vertelt wat voor hilarische taferelen hij allemaal meemaakte met zijn vader en ooms, die allen alcoholverslaafd waren, net als zijn overleden grootvader.

## Prijzen
In 2006 werd het genomineerd voor de AKO Literatuurprijs. Wim Sanders, lid van de jury, verwoordde het in zijn laudatio als volgt:

Maar De helaasheid der dingen is meer dan de beschrijving van een armoedige en toch liefdevolle dronkemansjeugd. De roman gaat ook over het falen van vaders en over de kwetsende zelfgenoegzaamheid van degelijke burgers. De vader van de verteller wordt steeds tragischer in zijn aandoenlijke en vergeefse pogingen om van de drank af te komen. Zijn streven om een normale vader te zijn, wordt hem fataal. ... Met De helaasheid der dingen heeft Dimitri Verhulst een meeslepende roman geschreven over hoe moeilijk het is om afscheid te nemen van een bijzondere, maar destructieve omgeving. Een boek dat mij volledig in de ban kreeg door zijn beeldend taalgebruik, onstuimige vertelkracht en robuuste humor.

In 2007 kreeg het boek Humo's Gouden Bladwijzer en de publieksprijs van De Gouden Uil Literatuurprijs, in 2008 volgde De Inktaap.

## Film
Regisseur Felix Van Groeningen verfilmde het boek in het voorjaar van 2008. De film De helaasheid der dingen is een productie van Dirk Impens, met soundtrack van Jef Neve.